# Puente Bodie Creek
El puente colgante de Bodie Creek en la isla Soledad, islas Malvinas se dice que es el puente colgante más austral del mundo. Fue construido entre 1924 y 1925, a partir de un kit fabricado en Inglaterra por David Rowell & Co., con el fin de acortar la distancia necesaria para llevar ovejas desde el sur de Lafonia a los galpones de esquila en Pradera del Ganso, atravesando la ría Bodie.
Costó 2281 libras, y mide 120 metros de largo y 8 de ancho. Conectaba Lafonia con la mayor parte de la isla Soledad, pero fue cerrado en 1997.